# Drosera callistos
Drosera callistos es una especiede planta carnívora perteneciente a la familia Droseraceae que es originaria de Australia.

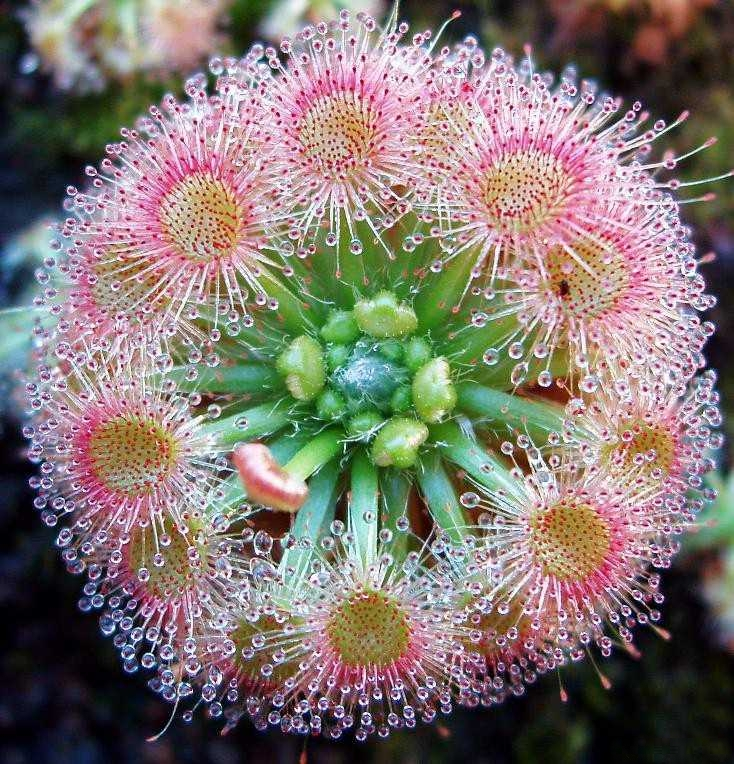
Vista de la planta

## Descripción
Es una planta herbácea perenne que forma roseta y alcanza un diámetro de hasta 2,3 cm.  El brote con estípulas es ampliamente ovado, erizado, de 4 mm de largo y 4 mm de diámetro en la base. Las estípulas en sí son de 4,5 mm de largo, 3 mm de ancho, 1,1 mm de ancho en la base y con tres lóbulos. El lóbulo medio se divide en 3 segmentos. Cada uno de estos segmentos se divide de nuevo en la parte superior en dos franjas. Los bordes exteriores de los lóbulos son enteros, las puntas compartidos en dos franjas cortas. Cerca de la parte superior, hay otra franja, que es más larga que el lóbulo central.
Las láminas de las hojas son ampliamente elípticas, de 2,5 mm de largo y 2 mm de ancho. Las glándulas con tentáculos más largos se encuentran en el borde, más corto en el interior. La parte inferior está desnuda. Los pecíolos son de hasta 6 mm de largo, 1 mm de ancho en la base y va disminuyendo hasta 0,6 mm en la lámina de la hoja. 
Florece durante el período de octubre a noviembre. El eje de la inflorescencia es de hasta 7 cm de largo. La densidad de las glándulas aumenta hacia la punta. La inflorescencia contiene de 6 a 12 flores de aproximadamente 2 mm con pedículos largos. Los sépalos con forma de huevo son de 3,5 mm de largo y 2 mm de ancho. Toda la superficie está cubierta con un par de glándulas cilíndricas. Los pétalos  de color naranja, negro en la base , de 9 mm de largo y 6 mm de ancho. 

## Taxonomía
Drosera callistos fue descrita por N.G.Marchant & Lowrie y publicado en Kew Bulletin 47(2): 321. 1992.